# هارتفيغ كاسل
هارتفيغ كاسل (بالإنجليزية: Hartwig Cassel)‏ هو لاعب شطرنج أمريكي، ولد في 1850، وتوفي في 1929.